# Газа
Га́за (також Ґáза; араб. غزة, івр. עזה‎) — місто в Секторі Гази, столиця провінції Газа. До війни Ізраїлю та ХАМАС у 2023 році це було найбільш густонаселене місто в Палестинській державі з населенням 590 481 у 2017 році.

## Історія
Засноване в стародавні часи.  (близько 3000 року до н. е.), одне з найдревніших міст світу. Одне з міст Філістимського п'ятиграддя. Згадується в Біблії 22 рази.
В часи ассирійських завоювань Газа піддавалась частим нашестям. Її цар, Ганнон, згадується в ассирійських клинописних написах. Інший цар, Цилібел, під час війни Сінаххеріба з Єзекією не приймав участі в коаліції сирійських царів і одержав від Сінаххеріба частину відібраних у Єзекії земель. Під час падіння Ассирії фараон Нехао короткочасно заволодів Газою (608 рік до н. е.), але Навуходоносор II підкорив всю Сирію, і під вавилонським володарюванням Газа була ще в часи Набоніда. Після падіння Вавилону Газа стала  самостійною і навіть осмілилась чинити опір Камбізу на його шляху в Єгипет. В цей час (525 рік до н. е) Газа була населена семітськими племенами набатейців, які згадуються древніми істориками Діодор Сицилійський та Геродот. При Дарії і вона користувалась внутрішнім самоуправлінням. В цей час помічається посилення контактів з греками; однак, філістимлянська самобутність та винятковість довго ще не поступались еллінізму.
В листопаді 333 року до н. е. Олександр Великий зустрів тут майже такий же опір, як і в Тирі; на осаду Гази йому довелося витратити біля 2 місяців, причому він зруйнував її стіни та знищив значну частину міського населення. В епоху діадохів Газа піддавалась частим спустошенням. У 312 році до н. е. вона була місцем поразки Птоломеєм Димитрія Поліоркета. Тоді Птоломей не зміг втримати її за собою, але знову зайняв її після битви при Іпсі. Під єгипетським володарюванням вона залишалась до кінця III століття до н. е., коли нею заволодів (203 рік до н. е.) Антіох III. Під владою Селевкідів відбулась еллінізація Гази, що перетворило місто в оплот еллінізму на противагу відродженому при Маккавеях юдейства. В 104 році до н. е. вона звернулась за допомогою проти юдеїв до Птоломея VIII Латуру, однак він не встиг її врятувати, і вона опинилась в руках Олександра Янная.
Гней Помпей (63 рік до н. е.) звільнив Газу, але при Іроді вона знову опинилась у васальних відношеннях до Юдеї та стала вільною лише після смерті Ірода. До початку н. е. основним населенням Гази стали вже греки. В 66 році н. е. її спалили юдейські повстанці. Збереглось багато міських монет з II та III століть, частково автономних (з легендою Γάήα δήμον Γαζαίων), частково імператорських. Існування перших вказує на привілейоване положення Гази.
Внаслідок реформ Діоклетіана та Костянтина Газа була включена в склад провінції Палестина Пріма. Всі письменники цього часу називають Газу значним та багатим містом. Християнство з'явилось тут дуже рано, внаслідок проповіді апостола Пилипа (Діяння. VIII, 39). Апостол Филимон був першим єпископом Гази. Однак християнство довго не пускало тут глубоких коренів. Костянтин відокремив від напівязичницької Гази Маюму, де було багато християн, та назвав її Констанцією; але при Юліані вона знову була підпорядкована Газі. Подальші успіхи християнства пов'язані з поширенням чернецтва в околицях Гази, що почалось з святого Іларіона Великого, а також діяльністю святого Порфирія, єпископа гаазького, який виклопотав у імператора Аркадія едикт на руйнування язичницьких храмів, що спричинило язичницький бунт та втечу єпископа . Пізніше Газа стала центром інтелектуального розвитку та літературної діяльності; тут стали процвітати риторика, філософія та поезія християнського напрямку. Газька школа представлена чималою кількістю риторів (Еней Газький, Зосим, Прокопій, Хорікій), філософів, що намагались наблизити вчення Платона з християнством, та поетів, що наслідували Анакреонта, трагедії та монодії (Тимофій, Іоанн, Георгій). Також в Газі процвітали й інші мистецтва; вона була пограничним пунктом та оплотом культурного світу. Однак це пограничне розташування біля самої пустелі стало для неї фатальним. Араби не раз намагались заволодіти нею; персам при Хосрові II це тимчасово вдалося, а в 634 році вона остаточно опинилась в руках арабів.
У VII—IX ст. входило до Арабського халіфату, у IX—XI ст. перебувало під владою єгипетських династій Тулунідів, Іхшидів, Фатімідів. 
Наприкінці XI ст. місто захоплене хрестоносцями, але після перемоги над ними єгипетського правителя Салах ед Діна (1187) повернулося до складу єгипетських держав.
В цей період Газа мала третє по величині єврейське населення в Палестині після Єрусалима і Цфату аж до середини османського правління. На початку XVII століття головним равином Гази був ребе Ісраель бен Моше Наджара, поет та знавець Тори. В багатьох містах Ізраїлю сьогодні є вулиці, що носять його ім'я. Перу ребе Наджари належить гімн «Йа рібон» — його співають за суботньою трапезою у всіх громадах Ізраїлю. Помер Ісраель бен Моше Наджара в 1625 році та похований у Газі. Наступником на посту головного раввина Гази став його син. Один з представників єврейської громади Гази Натан із Гази був відомий як прихильник та «пророк» Саббатая Цеві. Руїни єврейської синагоги існують в Газі до цього часу.
В 1516 році завойоване турками-османами і до 1917 перебувало у складі Османської імперії (у 1831—1840 роках під владою єгипетського паші Мухаммеда Алі). У 1920—1947 роках у складі англійського мандату Палестина.
За рішенням Генеральної Асамблеї ООН 29 листопада 1947 року включене в територію арабської держави. Після арабо-ізраїльської війни 1948—1949 років опинилося під управлінням Єгипту. Окуповане ізраїльськими військами в червні 1967 року. Перебуває під управлінням Палестинської автономії внаслідок укладення «Угоди в Осло» між Ізраїлем і ПНА в 1993 році.
У місті є декілька університетів, у яких навчаються 28 500 студентів.

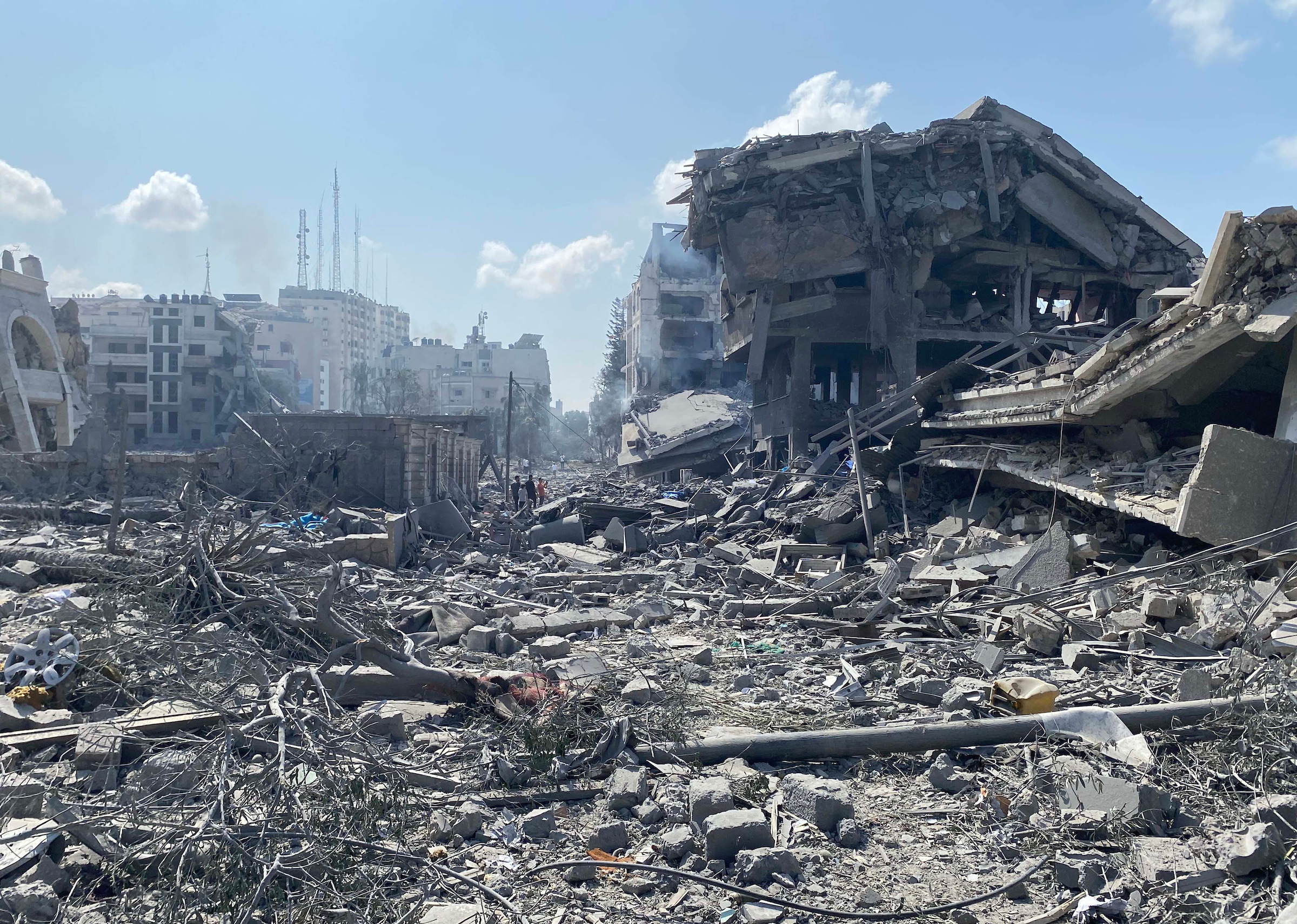
Руйнування після ізраїльського авіаудару по району Ель-Ремаль у місті Газа

Ввечері 13 листопада 2023 року в ході війни між Ізраїлем та Хамасом з'явилися повідомлення про втрату силами ХАМАС на користь ЦАХАЛ контролю над містом Газа. Станом на січень 2024 року в ході облоги та наступу Ізраїлю було пошкоджено або знищено 70–80% усіх будівель міста Гази.
Станом на листопад 2024 року в рамках війни між Ізраїлем та Хамасом ізраїльська армія розбомбила значні частини міста, знищивши багато будівель та інфраструктури. Майже всі жителі втекли, евакуювалися на південь Гази, або були вбиті.

## Персоналії
- Іларіон Великий (291—371) — відлюдник, анахорет, ранньохристиянський святий та чудотворець.
- Магомет ібн Ідріс аш-Шафі'ї (767—820) — ісламський богослов, право- та хадисознавець.